# Rincón de Jumapa
Rincón de Jumapa är en ort i Mexiko.   Den ligger i kommunen Pedro Ascencio Alquisiras och delstaten Guerrero, i den södra delen av landet, 140 km sydväst om huvudstaden Mexico City. Rincón de Jumapa ligger 1 546 meter över havet och antalet invånare är 142.
Terrängen runt Rincón de Jumapa är huvudsakligen kuperad, men västerut är den bergig. Runt Rincón de Jumapa är det ganska glesbefolkat, med 50 invånare per kvadratkilometer. Närmaste större samhälle är Teloloapan, 11,8 km sydost om Rincón de Jumapa. I omgivningarna runt Rincón de Jumapa växer huvudsakligen savannskog.